# エン・ゲディ文書
エン・ゲディ文書(En-Gedi scroll)は、1970年にイスラエルのエン・ゲディで発見された古代の羊皮紙である。紀元50年から100年の間に書かれ、レビ記の一部の内容を含む。現存する最古の聖書の一つとして重要であり、ヘブライ語聖書の重要な発展段階である。

## 文書
この文書は、死海文書で知られるエッセネ派のコミュニティがあったエン・ゲディで1世紀に書かれた。レビ記の最初の2節を含むが、マソラ本文と異なる部分がある死海文書とは異なり、記述は中世のマソラ本文と同一である。エルサレムにあるヘブライ大学のEmanuel Tovは、「これは中世の文書の厳密な形の最初の証拠である」と述べている。

## 復元
この文書は1970年に発見されたが、非常に脆かったため触れることができず、研究はできなかった。
この脆い羊皮紙を読むために、X線マイクロトモグラフィーの技術と空間地図作製ソフトウェアを用い、インクの位置特定を行い、そこから文章の再構成が行われた。